# Nevadaphis sampsoni
Nevadaphis sampsoni är en insektsart som beskrevs av Drews 1941. Nevadaphis sampsoni ingår i släktet Nevadaphis och familjen långrörsbladlöss. Inga underarter finns listade i Catalogue of Life.